# 바르바로스 하이레딘 파샤
바르바로스 하이레딘 파샤(튀르키예어: Barbaros Hayreddin Paşa, ? ~ 1546년 7월 4일)는 오스만 출신의 해적(Cossair)으로 훗날 오스만 해군의 제독이 되었다. 바르바로사(Barbarossa 이탈리아어로 붉은 수염)라는 별칭으로 더 유명하다. 오스만 해군 제독으로서 유럽 해군을 상대로 하여 여러차례의 승리를 거두었다. 이로 인해 16세기 중반에 오스만이 유럽과 펼친 지중해 해상권 다툼에서 상대적으로 우위를 확보할 수 있었다. 에게해에 위치한 레스보스 섬 태생으로 친형인 우르지 밑에서 해적생활을 시작하였다. 1516년 형과 함께 스페인의 영향하에 있던 북아프리카의 알제를 정복하여 해적 활동의 근거지로 삼았다.
1518년 우르지가 사망하자 알제의 지배자가 되었고 같은해 알제를 오스만의 속주로 만들어 알제 총독으로 임명받았다. 또한 하이렛딘 (Hayreddin, Kayr ad-Din)이라는 명예로운 이름도 받았는데 아랍어로 "선량한 신앙" 또는 "최상의 믿음"이라는 뜻을 가지고 있다. 1533년 바르바로사는 술레이만 대제에 의해 오스만 해군의 대제독으로 임명되었다. 1538년 프레베자에서 유럽연합 해군과 벌인 해전에서 승리하였다. 1540년대에는 오스만과 프랑스간에 맺어진 군사동맹에 따라 해양 합동작전을 수행하기도 했다. 바르바로사는 1545년 이스탄불에서 은퇴하였고 이듬해 세상을 떠났다.

## 어린 시절

### 성장 배경
현 튀르키예 서부, 에게 해에 있는 레스보스 섬 태생으로, 정확한 출생년도는 알 수 없으며 1470년대 전후, 1466에서 1478 사이일 것으로 추정된다. 오스만 제국의 봉건기사였던 스파히(sipahi) 출신의 아버지 야쿠프 아아(Yakup Ağa)와 정교회 출신 그리스인 카테리나(Κατερίνα) 사이에서 4남 2녀중 막내로 출생했다. 어머니는 정교회 사제의 미망인이었다.
아버지 야쿠프는 1462년 제노바 가틸루시오 왕조(1355~1462)의 소유였던 레스보스 섬 정복 전쟁에 참여하였고 그 보상으로 섬내에 보노바 마을의 영지를 하사받았다. 1453년 콘스탄티노폴 정복이후 오스만 제국이 1462년에 레스보스 섬을 정복한것은 오스만이 지중해에 진출하기 위해 내딛은 첫 걸음이었다.
하이렛딘의 본래 이름은 키즈르(Hızır)이고, 형제로는 이스하크(İshak), 우르지(Oruç), 일리아스(İlyas)가 있었다. 누이도 두 사람 있었다고 하나 자세한 기록은 전해지지 않고 있다. 아버지는 은퇴한 뒤 해상 운송업을 경영했는데, 형제 중 이스하크는 재정을 담당하고, 우르지와 일리아스는 운송을 담당하였다. 오스만 제국의 연대기 작가 시난 샤오슈의 기록에 따르면, 4명의 형제들은 어려서부터 아버지를 따라 상선을 탔기 때문에 해상 생활에 익숙했다고 한다.

### 해적 입문
하이렛딘은 형제들과 함께 아버지를 도우며 지중해와 북아프리카에서 선원 생활을 하였다. 아버지가 돌아가신후 형 우르지와 일리아스가 항해 중에 로도스 기사단의 습격을 받았는데 전투중 일리아스는 사망하고 우르지는 포로로 잡혔다. 하이렛딘은 기독교 상인을 통해 우르지의 석방을 위해서 몸값 협상을 부탁했다. 그러나 로도섬에 잡혀있던 우르지는 상인의 제안을 거절하였고 갤리선의 노를 젓는 노예가 되어 이집트로 팔려갔다. 3년 뒤에 우르지는 시리아 앞바다를 항해중이던 선단이 혼란해진 틈을 타고 바다로 뛰어들어 탈출하였다. 이후 우르지는 본격적으로 해적일을 시작하게 되었고, 하이렛딘도 형을 따라 해적이 되었다.

## 지중해 해적

### 공공의 적
서로마 제국이 쇠락하면서 지중해의 질서가 무너지자 해적들이 증가하였다. 이시기에 활동한 대표적인 해적은 지브롤타를 건너가 북아프리카의 카르타고를 점령한 반달족들이다. 이들은 AD 455년에 서로마 제국의 수도인 로마마저 약탈하여 유럽에 충격을 안겨주기도 했다. 이들의 약탈은 서로마의 몰락을 부추겼으며 훗날 반달리즘이라는 표현이 등장하게 만들었다. 476년 서로마 멸망후, 6세기 비잔틴 제국에 의해 옛 영광이 재현되는듯 했으나 이내 지중해는 해적들의 천국으로 변했다. 7세기에 발흥한 이슬람이 단기간에 급격히 팽창하면서 동-지중해, 시리아, 이집트, 북아프리카를 정복하여 육상과 해상에서 비잔틴을 무기력하게 만들었기 때문이다.
이들은 711년에 서고트 왕국을 멸망시키고 이베리아 반도를 점령하였다. 이슬람 세력의 힘을 등에 업은 북아프리카 인들은 해상 강도행위와 지중해를 접한 유럽대륙의 연안에서 약탈을 일삼았다. 설상가상으로 시칠리아, 사르데냐등 지중해의 주요 섬들을 차례로 점령하며 유럽을 압박하였다. 11세기 경부터 유럽은 본격적으로 반격을 시작하였는데, 자체적으로 또는 협력을 통해 해적들의 거점인 북아프리카 항구들을 공략하며 적극적인 소탕 작전을 펼쳤다. 이 시기에 농업생산력이 높아져 잉여생산물의 거래가 왕성해지면서 상업이 두드러지게 발전하였고 안전한 해상운송의 필요성이 대두되었기 때문이다.

### 바르바리 해적
베르베르인이 살고 있는 북아프리카 지중해 연안 지역을 유럽인들은 바르바리(Barbary)라고 불렀으며, 이곳을 거점으로 활동하는 해적들을 바르바리 해적이라 하였다. 이런 바르바리 해적들은 당시 북아프리카의 군주들에게 있어서, 좋은 수입원이자 노예등 노동인력을 제공하였고, 유럽에 비해 척박하고 자원이 부족한 북아프리카 지역에서 필요로한 물품들의 공급원이었으며, 전시에는 부족한 군사력을 보강해주는 존재였다. 그래서 연안항구를 거점이나 은신처로 제공하면서 활동을 장려하고 후원하였다. 바르바리 해적들이 선호하는 표적중에 하나는 남미에서 금은등을 실고오는 스페인 수송선이었다.
콜럼버스의 신대륙 발견이래 남미개척을 통해 점차 경제적인 수익이 창출되었으나 해적들로 인해 피해가 늘어나자 스페인 국왕 페르난도 2세(1452-1516)는 대대적인 소탕작전에 나서게 되었다. 페드로 나바로(1460-1528)를 원정 사령관으로 임명하여 1509년부터 1512년까지 오랑, 베자이아, 알제, 튀니스등을 정벌한후 그곳에 요새를 세웠다. 요새에는 스페인군을 상주시켜 해적의 항구 출입을 막고 해적활동을 봉쇄시켰다. 스페인의 영향아래 들어가게 되어 요새를 빼앗기고 조공까지 바쳐야 하는등 바르바리 해안의 군주들은 불만이 많았으나 강대국인 스페인의 기세에 눌릴수 밖에 없었다.

## 해적 활동

### 튀니스 정착
오스만이 동지중해로 적극 진출함에 따라 해상교역이 정체되어 약탈 대상이 줄어들자 우르지와 하이렛딘 형제는 1502년경 서지중해로 활동무대를 옮겼다. 하프스 왕조가 지배하고 있는 튀니스의 왕을 알현하여 약탈품 일부를 헌납하는 조건으로 항구 출입과 물자조달 허가를 얻어내었다. 튀니스 라굴레타 항을 거점으로 삼은 이들 형제는 소형 선단을 이끌고 서지중해에서 대담한 해적활동을 펼치기 시작하였다. 1502년 교황청 소속의 대형 갤리선을 나포하는가 하면 1506년 스페인 해군 범선을 공격하여 500명의 군인을 포획하는등 곧 이들의 활약상이 널리 퍼지며 해적으로서 명성을 떨치게 되었다.

### 베자이아 공략
1512년 1,000여명을 이끌고 북아프리카 베자이아를 공격했다. 베자이아는 지난 1510년에 스페인이 점령한곳이었다. 8일간에 공방전이 치열하게 진행되던중 형 우르지가 총을 맞고 크게 다치며 정복에 실패하였다. 퇴각하여 귀국중에 조업중인 제노바 어선을 우발적으로 나포하였다. 그런데 이 사건은 예상과 달리 심각하게 전개되었다. 제노바와 튀니스 사이에 정식 조약에 의해 허가받은 조업을 하던 중이었기 때문이다. 제노바는 조약위반을 문제삼아 제노바 제독 안드레아 도리아를 파견하여 우르지 선단을 기습공격했다. 선장인 우르지가 병상에 있는 가운데 당한 기습이라 큰 피해가 발생하였다. 이 사건으로 하이렛딘은 향후 계속적으로 대립하게 되는 안드레아 도리아와의 악연이 시작되었다.         

### 알제의 지배자
1516년 스페인 페르난도 2세가 사망하자 이를 기회삼아 스페인의 지배로부터 벗어나길 원했던 알제의 수장 살림으로부터 파병요청이 들어왔다. 알제에 도착한 우르지는 요새에 있는 스페인 군을 공격하기 전에 살림을 죽이고 알제를 빼앗았다. 살림의 아들은 오랑으로 도주하여 스페인에 원군을 요청하였다. 1517년 봄에 프란시스코 데 베라가 이끄는 스페인 함대가 알제연안에 도착했으나 갑작스런 기상악화로 많은 스페인 전함이 침몰하면서 싱겁게 승부가 갈렸다. 같은해 6월 알제주변 아랍인 수장들이 테네스를 중심으로 뭉쳐서 반란을 일으켰으나 바로 제압하였다. 이로써 형제는 알제를 새로운 근거지로 삼게 되었다.

### 틀렘센 원정
1517년 9월, 자이얀 왕조(1236~1550)가 지배하고 있는 틀렘센(알제리 서부)에서 후계분쟁 해결을 위한 파병요청이 들어왔다. 우르지 혼자 원정을 떠났고 오랑 동쪽의 모스타가넴 근교에서 벌어진 전투에서 승리하며 틀렘센을 점령해버렸다. 오랑의 주둔군 사령관 코마레스 후작은 새로 국왕에 즉위한 카를 5세에게 북 아프리카의 상황을 알리고 우르지 토벌을 청원했다. 1518년 5월, 1만명의 스페인 원정군이 진격해오자 수적 열세에 있던 우르지가 알제로 후퇴하던중 스페인군과 전투가 벌어졌다. 우르지는 전사하였고 하이렛딘은 알제를 계승하여 새로운 지배자가 되었다. 이때부터 하이렛딘은 바르바로사(이탈리어 '붉은 수염')라는 별칭으로 불리게 되었다.

### 오스만의 알제 총독
알제의 새로운 지배자가 된 바르바로사(하이렛딘)는 오랑으로 퇴각한 스페인군이 언제든지 공격해올 수 있는 위협적 상황속에 있었다. 자력방어가 어려운 상황이기에 오스만에 사신을 보내서 제국의 속주가 되는 조건하에 군사원조를 요청했다. 서지중해 진출을 계획하고 있던 셀림 1세(재위 1512~1520)는 1519년 바르바로사를 오스만 제국의 알제 총독으로 임명한후 병사 2천명을 파견하였다. 군사지원과 함께 알제 총독이 된 바르바로사(barbrossa)는 주변 지배자들과도 원만한 관계를 유지하며 통치권을 공고히 다졌다. 또한 알제 항구를 해적들에게 전면 개방하여 알제를 해적들의 최대 거점 항구가 되도록 했고 이런 노력으로 알제는 북아프리카 연안 도시중에 가장 번성하게 되었다.
1519년 신성로마제국의 황제가 된 카를 5세는 해적들의 소굴이 된 알제를 정벌하기 위해 원정대를 보냈다. 그러나 5천명의 병사와 50척 함선을 이끈 스페인 휴고 제독의 원정대는 알제 해역에서 강한 태풍을 만나 실패하였다. 추가 원정을 검토하였으나, 1520년 스페인 코뮤네반란, 1521년에 발생한 이탈리아 전쟁, 1524년 독일 농민반란, 코냑동맹전쟁(1526-1530), 1526년 오스만의 헝가리 침공, 1529년 빈 공방전, 루터의 종교개혁으로 인한 독일내 신구교 분열등 제국내에서 발생하는 각종 문제들로 인해 북아프리카 해적 소탕에 관심을 둘수 없었다. 유럽의 혼란은 바르바로사(하이렛딘)가 알제에서 주도하는 해적산업을 더욱 번창하게 하였다.

### 페논 요새 공격
1529년 봄 바르바로사는 알제 연안에 있는 작은 섬 패논을 공격하였다. 육상에서 200 미터 떨어진 이 섬은 지난 1510년 스페인 국왕 페르난도 2세가 정복후 요새를 건설한 곳이었다. 요새에는 통상 200명 정도의 스페인 군이 상주하고 있었다. 보름간 이어진 포격으로 요새가 무너지고 오스만 병사와 해적들이 진입했을때는 55명만이 생존해 있었다. 요새는 완전히 파괴하였고 그 석재로는 육지를 잇는 제방을 쌓았다. 이로써 알제는 스페인의 감시에서 완전히 벗어났고 알제를 중심으로 뭉친 바르바리 해적들은 서지중해를 마구 휘젓고 다니며 상선들을 나포하거나 약탈했고 지중해 연안은 이들로 인한 피해가 증가했다.

### 오스만의 해군 제독
1533년 쉴레이만 1세는 바르바로사를 이스탄불로 불러들였다. 바르바로사를 오스만의 해군 제독으로 임명한후 오스만 해군의 정비를 명했다. 오스만 투르크는 지중해 연안으로 팽창해 나가고 있었기에 해상 전투력이 필요했다. 그러나 내륙의 유목민족답게 전통적으로 해전에 익숙지 않았다. 건조한 사막이나 육상에서는 자신감이 있었으나 습한 바다에서 무언가를 한다는것에는 너무나 취약했다. 이것이 오스만의 최대의 약점이자 단점이었다.
해양능력이라는 것은 단기간에 갇출수 있는 성격이 아니다. 변덕스러운 바다의 기상과 항해에 필요한 전문적인 지식을 바탕으로한 경험이 있어야 하고 누대의 걸친 교육, 훈련, 경험축적이 지속되어야 한다. 정복지 해양민족들에게 의존하는데는 한계가 있었다. 정작 지휘부를 이루는 귀족등 지배계층이 항해에 대해 아는 자가 거의 없었고 상선과 달리 빠른 기동력이 필요하며 과거의 해군은 배에 육군을 승선시켜서 등선육박전을 펼치는 형태가 주를 이루며 육군의 연장선상에서 다루어졌지만 총과 대포등 화약류의 원거리 병기가 해전에 도입되면서 전략과 전술이 달라졌기 때문이다.
병참보급도 육군과는 다르다. 동지중해는 지리적인 이점을 통해 단기간내에 물량공세가 가능하지만 원거리 항해는 그럴수도 없었다. 역사가 짧은 오스만 해군을 부흥시키는데는 경험이 풍부한 해적이 제격이라는게 쉴레이만 1세의 판단이었다. 기대에 부응하듯 바르바로사는 수개월만에 갤리선 60 여척을 건조하는등 오스만 해군의 초석을 다졌다. 그 공로를 인정받아 북아프리카 총독으로 지위가 승격된후 40척의 갤리선을 하사받았다. 1534년 귀국길에 오른 바르바로사는 이탈리아 해안을 약탈하며 천천히 알제로 돌아왔다.

### 스페인의 튀니스 침공
알제에 인접한 튀니스의 하프스 왕조에 내분이 발생하여 후계다툼 끝에 40명의 친족을 죽이고 하산이란 인물이 왕위에 올랐다. 그런데 반대파들로부터 반란을 도와달라는 요청이 바르바로사에게 들어왔다. 북아프리카 총독의 자격으로 대군을 이끌고 튀니스로 진격하자 하산은 이미 탈출하여 그곳에 없었다. 도주한 하산은 스페인의 속주가 되겠다는 조건으로 카를 5세에게 도움을 요청했다. 카를 5세는 교황 바오로 3세와 의논하여 해적소탕과 튀니스 정벌을 위한 유럽연합 원정대를 구성했다.
스페인, 독일, 이탈리아, 포르투갈등이 참여하여 400 여척의 배에 40,000명 싣고 1535년 6월 원정대가 튀니스로 향했다. 총사령관은 안드레아 도리아가 맡았고 바르바로사를 축출하기 위해 카를 5세 역시 직접 참전하였다. 3개월 가까이 공방이 이어진 끝에 튀니스가 함락되었다. 유럽원정대에 관한 정보를 입수한후 바르바로사가 직접 준비하고 방어에 나섰지만 유럽의 엄청난 물량공세와 노예들에 의한 내부반란으로 인해 튀니스에서 퇴각 할 수 밖에 없었다.
알제로 퇴각한 바로바로사는 이내 30 여척의 갤리선을 이용해 스페인의 메노르카 섬을 약탈하고 6천명의 주민들을 납치했다. 튀니스 원정으로 스페인 군의 방위가 허술한 점을 노린것이다. 한편 정복당한 튀니스에서도 카를 5세의 군대에 의해 3일동안 무자비한 약탈이 자행되었다. 튀니스에는 스페인 군이 상주하게 되었고 사전 약속대로 하프스 왕조의 하산이 통치자로 세워졌다. 튀니스를 빼앗은 유럽이 시칠리아, 몰타, 튀니스를 연결하는 방어선을 구축 함에 따라 오스만은 서지중해 진출에 큰 장해가 발생하였다.

### 프레베자 해전

#### 배경
1525년 프랑스가 이교도 국가인 오스만에 도움을 요청한 사건은 유럽 기독교인들을 충격에 빠트렸다. 파비아 전투(1525년 2월)에서 프랑스 국왕이 생포되자 석방을 위한 프랑스의 궁여지책이었다. 오스만은 유럽을 향한 서진(西進)의 호기회로 보고 1526년 헝가리 침공, 1529년 비엔나 침공으로 응답하였다. 기독교 세계의 수호자를 자청한 황제 카를 5세는 긴장할 수 밖에 없었다. 코냑동맹전쟁(1526~30)으로 프랑스와 갈등중이었는데, 오스만의 침공까지 겹치며 전선이 이중으로 형성되었기 때문이다.
전쟁이 마무리된후 산적한 제국내 과제들을 뒤로하고 실시한 튀니스 원정(1535년)의 성공은 황제로서 권위를 높일수 있었다. 그러나 서지중해 진출에 제동이 걸린 오스만의 쉴레이만 대제에게는 타개책이 필요했다. 이런시국에 1535년 11월 밀라노 공작이 상속자 없이 사망하자 유럽에서도 새로운 국면이 전개되었다. 측근을 보내 밀라노를 접수한 카를 5세가 자신의 아들을 공작에 임명하려 한 것이다. 프랑스의 프랑수아 1세는 전임 루이 12세의 상속권자로서 밀라노에 대한 권리를 주장하며 무력을 통해서라도 저지하려했다. 이해관계가 맞아 떨어진 프랑스와 오스만은 군사동맹을 맺었다.
1536년 3월 프랑스가 북이탈리아를 공격하였고 오스만은 바르바로사(하이렛딘)를 해군 총사령관으로 임명한후 이탈리아 남부를 공격하였다. 다시 시작된 전쟁은 예상과 달리 이내 큰 진전없이 교착상태에 빠졌고 1538년 6월 교황 바오로 3세의 중재로 종전되었다. 전쟁중에 남부 이탈리아와 베네치아 식민지령들이 바르바로사의 습격과 약탈로 극심한 피해가 발생한 사실을 알게 된 유럽인들은 분개하였고 해적들을 고용한 오스만 해군을 격퇴하기 위해 신성동맹을 체결하였다.

#### 충돌

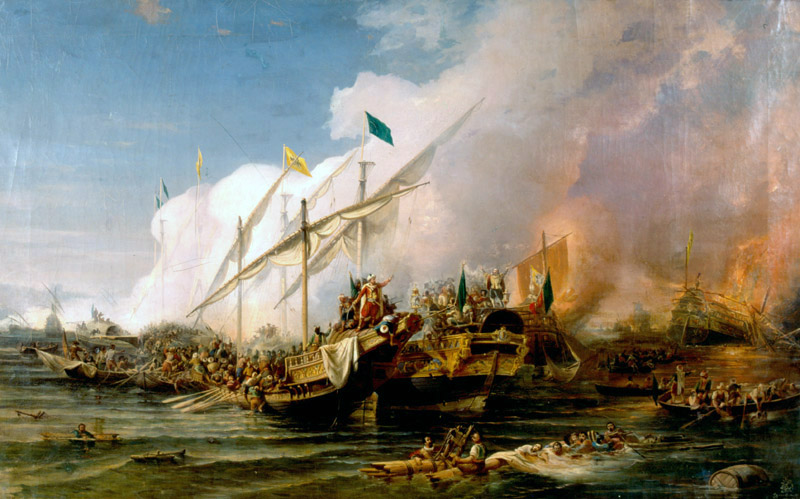
프레베자 해전 (1538년)

스페인, 신성로마제국, 베네치아, 교황령, 몰타기사단, 제노바가 동맹에 참여하였다. 1538년 9월 유럽 신성동맹 함대가 이오니아 해의 코르푸 섬에 집결하였다. 소식을 접한 바로바로사가 이끄는 오스만 해군 함대는 프레베자 만에서 이들을 기다렸다. 9월 28일 유럽함대가 프레베자 앞바다로 다가오자 바르바로사가 공격을 시작했다. 그런데 막상 해전이 벌어지자 유럽함대는 매우 소극적으로 전투에 임했다. 심지어 유럽함대의 총사령관 안드레아 도리아는 전면전을 피하기만 하다가 전세가 불리해지자 전선을 이탈해버렸다.
다소 이상하게 전개된 해전은 오스만의 승리로 종료되었다. 시오노 나나미는 그의 저서 '로마멸망 이후의 지중해 세계'를 통해 프레베자 해전의 결과를 "기묘한 패전"이라는 표현을 통해 설명을 하고 있다. 프랑스의 역사학자 페르낭 브로델은 그의 저서 '지중해:펠리페 2세 시대의 지중해 세계'에서 "도리아의 함대는 바르바로사의 갤리 선과 푸스타 선과 싸워보지도 않은 채 프레베자 전장에서 물러나고 말았다" 또한 "당시 베네치아는 도리아와 바르바로사의 결탁을 의심하고 있었다"고 하였다.

#### 영향
도리아가 소극적이었던 이유는 모국 제노바의 오랜 숙적인 베네치아를 위한 전투에 열의가 없었다는 설과 결국 베네치아에게 이롭게 될 전쟁에 열심히 할 이유가 없었던 당시 유럽인들의 생각이 반영된것이라는 등 다양한 해석이 있다. 전후 최대 피해자인 베네치아는 유럽동맹에 대해 불신의 상처를 안고 1540년 단독으로 오스만과 평화 조약을 맺었다. 오스만은 이번 승리를 통해 동지중해에서 패권 국가로서 자신들의 위상을 확고히 했으며 서지중해에서의 영향력도 키울수 있었다.
오스만 해군의 주축이 되어 승리를 견인한 바르바리 해적들은 서지중해를 넘나들며 해적질을 일삼았다. 이들의 만행을 지켜볼수만 없었던 도리아는 바르바로사의 오른팔이라고 불리던 투르구트 체포작전을 벌렸다. 1540년 6월 코르시카에 은신해 있던 투르구트(Turgut reis)와 그 일당을 생포함으로써 2년전의 패전으로 구겨진 체면을 다소 만회하였다.

## 말년과 사망
1541년 8월 21일 오스만 군이 오스트리아를 물리치고 헝가리 부다(Buda) 점령했다. 9월 8일 제노바에서 이 소식을 접한 카를 5세는 분노하며 복수를 위해 알제 원정을 추진하였다. 원정준비가 지연되자 안드레아 도리아는 출정을 반대했지만 강행되었다. 악천후 속에 진행된 무리한 원정은 선박 침몰등 엄청난 피해속에 대실패로 끝났다. 이 소식을 접한 프랑스는 카를 5세를 꺽을 기회로 보고 오스만과 동맹을 맺은후 1542년 7월 전쟁을 일으켰다.
1543년 6월 바르바로사는 오스만 함대를 이끌고 마르세이유로 이동하여 프랑스 해군과 연합하였다. 양국 해군은 당시 카를 5세의 영지였던 니스를 공격하는등 합동작전을 펼쳤다. 오스만 함대는 툴롱을 거점으로 삼은후 이탈리아와 스페인 연안을 공격하며 프랑스를 도왔다. 1544년 바르바로사는 이스탄불로 돌아간후 다음해에 그곳에서 은퇴하였고 1546년에 사망하였다.  

## 같이 보기
- 쉴레이만 1세
- Franco-Ottoman alliance